# Communauté de communes des Aspres
Die Communauté de communes des Aspres ist ein französischer Gemeindeverband mit der Rechtsform einer Communauté de communes im Département Pyrénées-Orientales in der Region Okzitanien. Sie wurde am 24. Dezember 1997 gegründet und umfasst 19 Gemeinden. Der Verwaltungssitz befindet sich im Ort Thuir.

## Mitgliedsgemeinden
| Gemeinde                          | Einwohner 1. Januar 2022 | Fläche km² | Dichte Einw./km² | Code INSEE | Postleitzahl |
| --------------------------------- | ------------------------ | ---------- | ---------------- | ---------- | ------------ |
| Banyuls-dels-Aspres               | 1.397                    | 10,53      | 133              | 66015      | 66300        |
| Brouilla                          | 1.586                    | 7,83       | 203              | 66026      | 66620        |
| Caixas                            | 131                      | 28,11      | 5                | 66029      | 66300        |
| Calmeilles                        | 60                       | 13,22      | 5                | 66032      | 66400        |
| Camélas                           | 463                      | 12,72      | 36               | 66033      | 66300        |
| Castelnou                         | 286                      | 19,28      | 15               | 66044      | 66300        |
| Fourques                          | 1.333                    | 9,39       | 142              | 66084      | 66300        |
| Llauro                            | 314                      | 8,34       | 38               | 66099      | 66300        |
| Montauriol                        | 251                      | 11,10      | 23               | 66112      | 66300        |
| Oms                               | 354                      | 18,53      | 19               | 66126      | 66400        |
| Passa                             | 1.079                    | 13,47      | 80               | 66134      | 66300        |
| Saint-Jean-Lasseille              | 1.578                    | 2,89       | 546              | 66177      | 66300        |
| Sainte-Colombe-de-la-Commanderie  | 172                      | 4,74       | 36               | 66170      | 66300        |
| Terrats                           | 799                      | 7,32       | 109              | 66207      | 66300        |
| Thuir                             | 8.215                    | 19,90      | 413              | 66210      | 66300        |
| Tordères                          | 186                      | 9,91       | 19               | 66211      | 66300        |
| Tresserre                         | 1.171                    | 11,21      | 104              | 66214      | 66300        |
| Trouillas                         | 2.291                    | 17,01      | 135              | 66217      | 66300        |
| Villemolaque                      | 1.289                    | 6,00       | 215              | 66226      | 66300        |
| Communauté de communes des Aspres | 22.955                   | 231,50     | 99               | –          | –            |